# Gang Chenpa
Gang Chenpa, ook wel geschreven als Gangchenpa, is een Tibetaanse dans- en zanggroep van traditionele Tibetaanse folkmuziek. gang chenpa is Tibetaans voor volk uit het land van de sneeuw, waarmee gewoonlijk Tibet wordt bedoeld.
De groep werd in het midden van de jaren 90 opgericht toen de twee zussen Namgyal Lhamo en Kelsang Chukie Tethong in Argentinië waren voor de opnames van de film Seven Years in Tibet. Beide zangeressen ontmoetten hier het derde bandlid Tobden Gyaltso. Tijdens deze opnames zongen ze vaak samen op feesten voor Jean-Jacques Annaud, Brad Pitt en de rest van de cast.
Hierna besloten ze als muziekformatie verder te gaan en in 1999 brachten ze het album Voices From Tibet uit. Verder zijn ze te horen in de filmmuziek van Seven Years in Tibet. Over deze muziekgroep regisseerde Jan van den Berg in 2001 de documentaire Seven Dreams of Tibet.
De groep trad op in verschillende delen van de wereld, waaronder tijdens de Tibetan Freedom Concerts in achtereenvolgens New York (1997), Washington D.C. (1998) en Amsterdam (1999). In maart 2000 traden ze op in De Oosterpoort in Groningen.